# Euthraulus
Euthraulus is een geslacht van haften (Ephemeroptera) uit de familie Leptophlebiidae.

## Soorten
Het geslacht Euthraulus omvat de volgende soorten:
- Euthraulus alagarensis
- Euthraulus altioculus
- Euthraulus arabica
- Euthraulus assimilis
- Euthraulus balcanicus
- Euthraulus bugandensis
- Euthraulus curtus
- Euthraulus curviforceps
- Euthraulus elegans
- Euthraulus exiguus
- Euthraulus karnyi
- Euthraulus lindrothi
- Euthraulus magnaculeata
- Euthraulus marginatus
- Euthraulus nanjingensis
- Euthraulus ortali
- Euthraulus parvulus
- Euthraulus quadricus
- Euthraulus signatus
- Euthraulus starmuehlneri
- Euthraulus sumbarensis
- Euthraulus taiwanensis
- Euthraulus trifurcatus
- Euthraulus tropicalis
- Euthraulus usambarae
- Euthraulus vittata
- Euthraulus yixingensis